# Zodarion graecum
Zodarion graecum är en spindelart som först beskrevs av Carl Ludwig Koch 1843.  Zodarion graecum ingår i släktet Zodarion och familjen Zodariidae. Inga underarter finns listade i Catalogue of Life.